# 花鳥風月紆余曲折
『花鳥風月紆余曲折』（かちょうふうげつうよきょくせつ）は「月刊少年マガジン」にて1998年12月号より2009年5月号まで連載されていた佐佐木勝彦によるギャグ漫画。稀に「マガジンGREAT」にも掲載されていた。

## 概要
四字熟語を元にしたショートギャグ作品であり、前作『何なら俺に話してみろ』の様な下ネタ、パロディ、ブラックギャグなど少年誌らしくないネタが多い。
基本的にはひとつの四字熟語を元にショートギャグを差し込んでいくのを複数紹介するものだったが、やはり前作同様に作者や編集者が登場した内輪ネタが増加した。
作者の仕事の影響で減ページや増ページが多く、ページ数が一定しない。

## 登場人物

### 身内関係
作者本人
前作から引き続いて登場。帽子とゴーグルがトレードマーク（後期はゴーグルが描かれていない）。
ナイト☆内藤
前作から引き続き登場。ベレー帽と眼鏡の人。
イノヤス記者（後に編集長）
前作から引き続き登場。丸眼鏡とネコ口の人。連載中に編集長に出世している。
ナベゾー記者
前作からの登場かは不明。野球帽に無精髭の人。
エディ記者
眼鏡をかけた人。連載中に編集次長に出世している。
ツツタダ記者
少し髪が長めの人。佐佐木の担当を務めていたことがある。
タカアツ記者
前作から引き続き登場。元佐佐木担当。かなりの豪快さん。
シロー記者
前作から引き続き登場。相変わらずのボケ役として活躍（？）。前髪が危ういからか、最近「ニセ温水」と呼ばれている。
キフネ記者
糸目の人。KC2巻時点ではかなりの若手だった。顔にトーンが貼られている場合がある。
ヨーヘー記者
ぼさぼさの頭に眼鏡をかけた人。テンションが低め。タカアツ記者の気分を害した「高慢くん」として登場したが、現在編集部ではモテているようである。
A倉さん
月マガ編集部担当デザイナー。
イシマド記者
パーマがかかった長髪と眼鏡の人。
ゼンちゃん記者
現佐佐木担当。佐佐木の近所に住んでいる。
レナ記者
新人女性編集者。
Oさん(仮名)
mixiの作者のコミュニティ掲示板で呼びかけたイベント「談話室勝彦」の3人目に登場した、入籍したての沼津在住の男性。その後、結婚式と披露宴を作者と編集者一同を招待し、更には自宅にまで招待した。

### 初期における漫画パート
山田マンソン
『勧善懲悪』で初登場。アメリカ全土を震撼させた殺人集団のリーダーが名前の由来だと言う理由でクラスメートのみならず、教師からもいじめを受けている。
江田ゲイン
『その後の勧善懲悪』で初登場。アメリカのシリアルキラーが名前の由来であるが、山田マンソンとは対照的でクラスメートから好かれている。

## 単行本
2009年7月、全5巻で完結。講談社より発刊。単行本のカバーのメインの色は3巻までは前作と同じである。また、2巻にはマガジンGREATにて連載された『吉里吉里わかめ劇場』が同時収録されている。